# Гинекомастия
Гинекомасти́я (от греч. γῠνή — женщина и μαστός — грудь) — увеличение грудной железы с гипертрофией желёз и жировой ткани у мужчин. В период полового созревания часто (особенно при физическом контакте с плотной одеждой и т. п.) возникает болезненное уплотнение молочных желёз, которое затем самопроизвольно исчезает. Размер увеличения грудной железы может быть различным — от 1 до 10 см. В среднем размер составляет около 4 см.
Очень часто гинекомастия возникает у мужчин-спортсменов вследствие резкого снятия нагрузок, а также при постоянных психологических нагрузках. Потенциальное равновесие женских и мужских гормонов при активной спортивной жизни нарушается в пользу тестостерона. При отсутствии нагрузок и под воздействием постоянных негативных психологических факторов баланс смещается в сторону женских гормонов.

## Этиология
Причиной гинекомастии могут быть различные эндокринопатии: синдром Клайнфельтера, тестикулярная феминизация, синдром Рейфенштейна, кастрация и гипотиреоз, опухоли яичек (появление клеток Лейдига), хориокарцинома, опухоли гипофиза и надпочечников. Гинекомастия может быть опухолевым синдромом при раке бронхов. Она возникает также при циррозе печени, дистрофии от голодания, лепре.
Также следует отметить возникновение гинекомастии у мужчин, в прошлом активно занимавшихся спортом с последовавшим резким прекращением занятий. В последних случаях гинекомастия может протекать от года до десятков лет, не вызывая осложнений. Рост груди в таких случаях не представляет клинической опасности.
В период раннего полового созревания уровни эстрадиола растут быстрее, чем уровни тестостерона. Это приводит к повышенным уровням эстрогена по отношению к андрогену, что может стать причиной возникновения гинекомастии.
Ряд лекарственных препаратов при длительном применении может привести к гинекомастии: спиронолактон, дигиталис, метилдопа, резерпин, мепробамат, фенотиазин, рисперидон, кетоконазол, канабианты, гормонотерапия эстрогенами, тестостероном или гонадотропином; атрогрел, тромбонет, клопидогрель, эналаприл, этсет, ралтегравир, долутегравир.

## Классификация
1. Истинная гинекомастия. Увеличение груди происходит за счёт железистой ткани. Под соском пальпируется плотное образование, а на УЗИ врач ультразвуковой диагностики обнаружит железу.
2. Ложная гинекомастия, или липомастия[англ.]. Грудь увеличивается за счёт жировой ткани. В основном липомастия наблюдается у мужчин с ожирением.
3. Смешанная гинекомастия. Сочетание истинной и ложной гинекомастии:
  - с преобладанием жировой ткани,
  - с преобладанием железистой ткани.

У пациентов чаще происходит увеличение обеих грудных желёз одновременно. Тогда говорят о двусторонней гинекомастии. Но иногда бывает, что увеличивается только одна грудная железа — односторонняя гинекомастия.

## Клиническая картина
Отмечаются чувство тяжести, распирания, зуда и неприятные ощущения в области грудных желёз. При пальпации определяется плотноэластическое подвижное образование с чёткими контурами, безболезненное. Регионарные лимфатические узлы не увеличены.

## Диагностика
1. Для установления диагноза гинекомастии необходимо выполнение УЗИ грудных желёз или маммографии[5].
2. Для диагностики так же важно найти причину возникновения гинекомастии.

Для этого исследуют гормональный профиль (тестостерон, эстрадиол, пролактин, ЛГ и ТТГ). Часто у пациентов с гинекомастией имеется повышенный уровень эстрадиола и пониженный уровень тестостерона.
Гинекомастия может развиваться на фоне приёма анаболических стероидов для увеличения мышечной массы, поэтому очень важно узнать анамнез пациента.
Гинекомастия может сопровождать такие генетические заболевания, как синдром Каллмана, синдром Клайнфельтера. Здесь необходима диагностика этих заболеваний. При гипогонадизме также возможно развитие гинекомастии, поэтому важно также исследовать яички, предстательную железу и гормональный спектр (тестостерон, эстрадиол, ЛГ, ФСГ, ТТГ).

## Дифференциальная диагностика
Дифференциальная диагностика гинекомастии незатруднительна.
Гинекомастия — это доброкачественное увеличение грудных желёз, поэтому основная дифференциальная диагностика сводится к исключению рака грудных желёз (хоть он у мужчин и встречается достаточно редко). Для этого производят пункцию образования с последующим исследованием клеточного состава. Также можно уже по факту удаления грудных желёз произвести их гистологическое исследование с целью убеждения, что это была гинекомастия, а не рак.

## Лечение
При незапущенных случаях достаточно поправить режим питания, включить полезные продукты, сократить долю насыщенных жиров, а также начать заниматься спортом и вести более подвижный образ жизни. Лечение гинекомастии хирургическое и терапевтическое показано только при злокачественных опухолях либо при психоэмоциональном дискомфорте. 
Гормональная терапия далеко не всегда даёт желаемый результат. В ряде случаев при лечении тестостероном отмечен обратный эффект (как следствие ароматизации тестостерона in vivo). Также при лечении гинекомастии гормональными препаратами резко повышается риск онкозаболеваний, гепатита, цирроза.
Категорически противопоказано «передавливание» молочных желёз тугими повязками с целью замедления роста. Такие действия приводят к нарушению кровообмена, возникновению застойных явлений и как следствие — возникновению злокачественных опухолей. Если гинекомастия истинная и железа уже фиброзирована (что происходит при запущенной гинекомастии), то консервативное лечение неэффективно и показана только радикальная терапия — мастэктомия.

### Анестезия
Операция может выполняться под местной или под общей анестезией.
- Для местной анестезии используют 0,5—1 % раствор лидокаина, который вводится в грудную железу и в окружающую подкожно-жировую клетчатку. Такой вариант анестезии подходит для пациентов, желающих сделать операцию без госпитализации.
- Кратковременная седация в сочетании с местной анестезией. Во время операции пациент спит, но дополнительно ему проводится местная анестезия 0,5—1 % раствором лидокаина. После операции требуется около 2—3 часов провести в палате, а затем пациент может быть выписан. В этот день следует воздержаться от вождения автомобиля и приёма алкоголя.
- Общая анестезия необходима пациентам, которым планируется удаление гинекомастии больших объёмов, а также при липомастии для проведения липосакции с подтяжкой сосково-ареолярного комплекса. При этом виде анестезии требуется госпитализация на 1—2 дня.

### Виды операций при гинекомастии
Выбор метода операции зависит от объёма грудных желёз, количества подкожно-жировой клетчатки и необходимости подтягивать кожу.
При истинной или смешанной гинекомастии небольших размеров показана подкожная мастэктомия — удаление тканей молочной железы с формированием «площадки» под сосками с целью профилактики западения сосков.
При липомастии возможны 2 варианта операции: липосакция или липэктомия (подкожное удаление жировой ткани). Возможно применение специального послеоперационного компрессионного белья. Образование гематом и синяков не исключено, так как во время операции повреждаются мелкие сосуды. Обычно такие синяки проходят в течение 2—3 недель.